# Beamer (LaTeX)
Beamer ist eine Klasse des Textsatzprogramms LaTeX, mit der Präsentationen erstellt werden können. Beamer wurde von Till Tantau entwickelt und erstmals 2003 auf dem CTAN-Netzwerk veröffentlicht.
Seit April 2010 wird das Paket von Vedran Miletić gepflegt.
Weiterhin lieferte Joseph Wright Beiträge zu dem Projekt.
Der Name der Klasse ist vom verbreiteten deutschen Scheinanglizismus für einen Videoprojektor abgeleitet, der zum Vorführen einer Präsentation verwendet wird.

## Eigenschaften
Beamer stellt dem Nutzer den Zugriff auf die Textsatzmöglichkeiten von LaTeX zur Verfügung, die auch für die Dokumentenerstellung für den Druck vorhanden sind. Insbesondere gilt dies für die Strukturierungs- und die Formelsatz-Möglichkeiten von LaTeX. Die übergeordnete Präsentationsstruktur kann in anschaulichen Fortschritts-Icons dargestellt werden. Formeln können direkt in die Präsentation eingebettet werden.
Die Grundeinstellungen von Beamer sorgen automatisch für ein übersichtliches Layout. Zur optischen Gestaltung gibt es mehrere Präsentationsthemen, wobei auch Modifikationen und Eigenentwicklungen möglich sind.
Von den derzeit verfügbaren Möglichkeiten, Präsentationen mit LaTeX zu erstellen, hat sich Beamer am weitesten durchgesetzt. Daneben gibt es insbesondere die Pakete Powerdot und Prosper.
Fertige Beamer-Präsentationen liegen als PDF-Dateien vor. Zum Präsentieren wird der Vollbildmodus verwendet, der in vielen PDF-Anzeigeprogrammen vorhanden ist. Dadurch kann die Präsentation plattformübergreifend genutzt werden.
Aufgrund der abstrahierten Quelltextform ist es möglich, aus derselben LaTeX-Quelle mit wenigen Änderungen ein Handout zu erzeugen oder das grundlegende Layout zu ändern.

## Beispiele

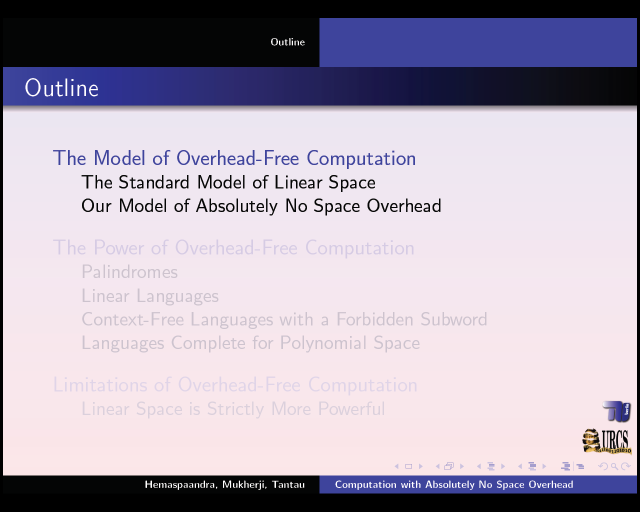
Beispiel einer mit Beamer erzeugten Präsentation

Ein Beispiel für die Beamer-Klasse:
```
\documentclass
{
beamer
}

\usepackage
[utf8]
{
inputenc
}

\usetheme
{
Warsaw
}
  
%% Themenwahl

\title
{
Präsentation
}

\author
{
Max Mustermann
}

\date
{
\today
}

\begin
{
document
}

\maketitle

\frame
{
\tableofcontents
[currentsection]
}

\section
{
Abschnitt 1
}

\begin
{
frame
}
 
%%Eine Folie

  
\frametitle
{
Ein Demotitel
}
 
%%Folientitel

  
\begin
{
Definition
}
 
%%Definition

    Eine Definition
  
\end
{
Definition
}

\end
{
frame
}

\end
{
document
}

```